# Bradysia zheana
Bradysia zheana är en tvåvingeart som beskrevs av Yang, Zhang och Yang 1995. Bradysia zheana ingår i släktet Bradysia och familjen sorgmyggor.
Artens utbredningsområde är Zhejiang (Kina). Inga underarter finns listade i Catalogue of Life.